# الجزیره
شهر اَلجَزیره پایتخت کشور الجزایر در شمال آفریقا است.

## تاریخ
۳۶°۴۶′۳۵″شمالی ۳°۰۳′۳۱″شرقی / ۳۶٫۷۷۶۳°شمالی ۳٫۰۵۸۵°شرقی
در محلهٔ کنار دریای الجزیره، در دوران باستان یک کوچ‌نشین بازرگانی فنیقی وجود داشت به نام ایکوسیم.
این دهکده بعداً به صورت شهر کوچک رومی ایکوسیوم درآمد.
خیابان دریا (به فرانسوی: rue de la Marine) در شهر امروزی الجزیره خطوط خیابان قدیم رومی شهر را دنبال می‌کند.
گورستان‌های رومی در نزدیکی باب‌الواد و باب عزون قرار داشتند.
شهر امروزی الجزیره در سال ۹۴۴ توسط بُلُگّین بن زیری، از قوم بربر و بنیادگذار دودمان زیری صنهاجه بنیاد شد.

## جغرافیا
شهر الجزیره پس از کازابلانکا دومین شهر بزرگ در شمال آفریقا است.
الجزیره در سمت باختری یکی از خلیج‌های دریای مدیترانه قرار دارد.
نام این شهر از چهار جزیره‌ای گرفته شده‌است که در دریای روبه‌روی شهر واقع شده‌اند.
این جزیره‌ها در سال ۱۵۲۵ جزئی از الجزیره به‌شمار آمدند.
نام الجزیره کوتاه‌شدهٔ جزیره بنی مزغنه است که به معنی جزیره قبیله مَزغَنه می‌باشد.
فرودگاه شهر، فرودگاه بین‌المللی هواری بومدین نام دارد.

## القاب
این شهر به خاطر ساختمان‌های سفیدرنگش به عنوان «الجزیره سپید» لقب گرفته‌است.
لقب دیگر این شهر «البهجة» است.

## جمعیت
جمعیت آن بر پایهٔ سرشماری سال ۲۰۱۱ برابر با ۳,۹۱۵,۸۱۱ نفر بوده و جمعیت منطقهٔ کلانشهری آن ۲٬۱۳۵٬۶۳۰ نفر بوده‌است. همچنین جمعیت قابل توجهی از جمعیت ۵۰ هزار نفری ترک‌های الجزایر در این شهر سکونت دارند.

## مترو
متروی الجزیره در سال ۲۰۱۱ تأسیس شده و هم‌اکنون دارای ۱ خط و ۱۴ ایستگاه می‌باشد.

## شهرهای خواهر
| - پکن، جمهوری خلق چین - برلین، آلمان - تونس، تونس - پاریس، فرانسه - مونترال، کانادا - لندن، بریتانیای کبیر - ازمیر، ترکیه - صور، لبنان - سانتیاگو، شیلی - صوفیه، بلغارستان - مسکو، روسیه - بوردو، فرانسه - بارسلونا، اسپانیا | - ژنو، سوئیس - واشینگتن دی سی، ایالات متحده آمریکا - رم، ایتالیا - آمستردام، هلند - دوبی، امارات متحده عربی - سائو پائولو، برزیل - بوینس آیرس، آرژانتین - شانگهای، جمهوری خلق چین - طرابلس، لیبی - داکار، سنگال - بوساسو، سومالی - رباط، مراکش - تهران، ایران |  |